# Eduardo Roldán
Eduardo Eugenio Roldán Acosta (* 11. November 1949 in Mexiko-Stadt) ist ein mexikanischer Botschafter im Ruhestand.

## Leben
Eduardo Eugenio Roldán Acosta studierte Politikwissenschaft und Verwaltungsrecht an der UNAM und wurde an der Columbia University zum Doktor der Politikwissenschaften promoviert. Er ist Master der Politikwissenschaft der University of Pennsylvania und trat 1989 in den auswärtigen Dienst. Er war Geschäftsträger in Seoul, Südkorea und Konsul in Hongkong.
Mit Residenz in Algier war er von 2006 bis 2012 bei den Regierungen in Libyen, Mauretanien und Tunesien akkreditiert.
| Vorgänger                     | Amt                                               | Nachfolger                 |
| ----------------------------- | ------------------------------------------------- | -------------------------- |
| Carlos Virgilio Ferrer Argote | mexikanischer Botschafter in Algier 2006 bis 2012 | Juan José González Mijares |